# Геро II (лужицкий маркграф)
Геро II (нем. Gero II.; 970/975 — 1 сентября 1015) — граф Серимунта и Нордтюринггау с 979 года, граф в Гассегау с 992 года, лужицкий маркграф (с 1002 года — правитель западной части марки), граф Ницици и Цицици с 993 года, граф Швабенгау с 1010 года, сын Титмара I, маркграфа Мейсена и Мерзебурга и графа Серимунта, Нордтюринггау и Швабенгау, и Сванхильды Биллунг, дочери Германа Биллунга, герцога Саксонии.

## Биография

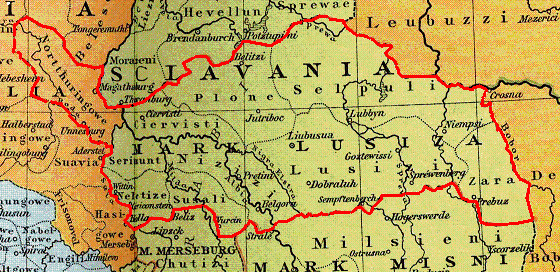
Саксонская Восточная марка ок. 1000 г.

После смерти отца в 979 году Геро унаследовал Нордтюринггау и Серимунт, тогда как Мейсенскую и Мерзебургскую марки император Оттон I передал Гунтеру Мерзебургскому. Часть феодов Титмара перешла к дяде Геро, маркграфу Саксонской Восточной марки Одо I. Однако под давлением Геро сын и наследник Одо, Зигфрид, был отстранён от наследования и пострижен в монахи, а сам он стал новым наследником маркграфа.
Со временем Геро частично удалось вернуть контроль над маркой и значительно расширить свои владения. В 992 году он стал графом в Гассегау. После смерти маркграфа Одо Геро унаследовал Саксонскую Восточную (Лужицкую) марку, а также графства Ницици и Цицици, заселённые славянскими племенами. 
Геро был одним из приближённых императора Оттона III и сторонником его политики. В 1000 году он поддержал создание Гнезненской архиепархии. В 1002 году, в результате очередной войны между королём Германии Генрихом II Святым и князем Польши Болеславом I Храбрым, Геро потерял западную часть Лужицкой марки. Хотя Геро и пытался вернуть эти территории, но успеха в этом не добился.
В 1010 году сын маркграфа Мейсена Рикдага Карл, владевший графством Швабенгау с 992 года, был обвинён в заговоре и лишён всех своих земель, которые перешли к маркграфу Геро.
В 1015 году император Генрих II Святой возобновил войну против князя Польши Болеслава I Храброго и назначил Геро военачальником. Под городом Штрела, недалеко от Мерзебурга, Геро II попал в засаду и был убит в сражении вместе со своим отрядом из двухсот человек. Его единоутробные братья, маркграф Мейсена Герман, архиепископ Зальцбурга Гунтер и Эккехард, добились выдачи тела Геро и других павших воинов.

## Брак и дети
Жена: Адельгейда. Дети:
- Титмар II (IV) (ок. 990 — 10 января 1030), маркграф Саксонской Восточной марки, граф Нордтюринггау и Швабенгау с 1015